# Consell Regional de Lorena
El Consell regional de Lorena (França) és una assemblea elegida que dirigeix la regió de Lorena. Actualment és presidit per Jean-Pierre Masseret. Està format per 73 membres. la seu del Consell es troba a l'antiga abadia de Saint-Clément, al barri de Pontiffroy (Metz); l'Hôtel de Région és un dels nombrosos indrets ocupats com a seu del Consell: Boulevard de Trèves (una caserna militar renovada), Sainte Barbe i Blida per Metz (també té un lloc a Nancy).

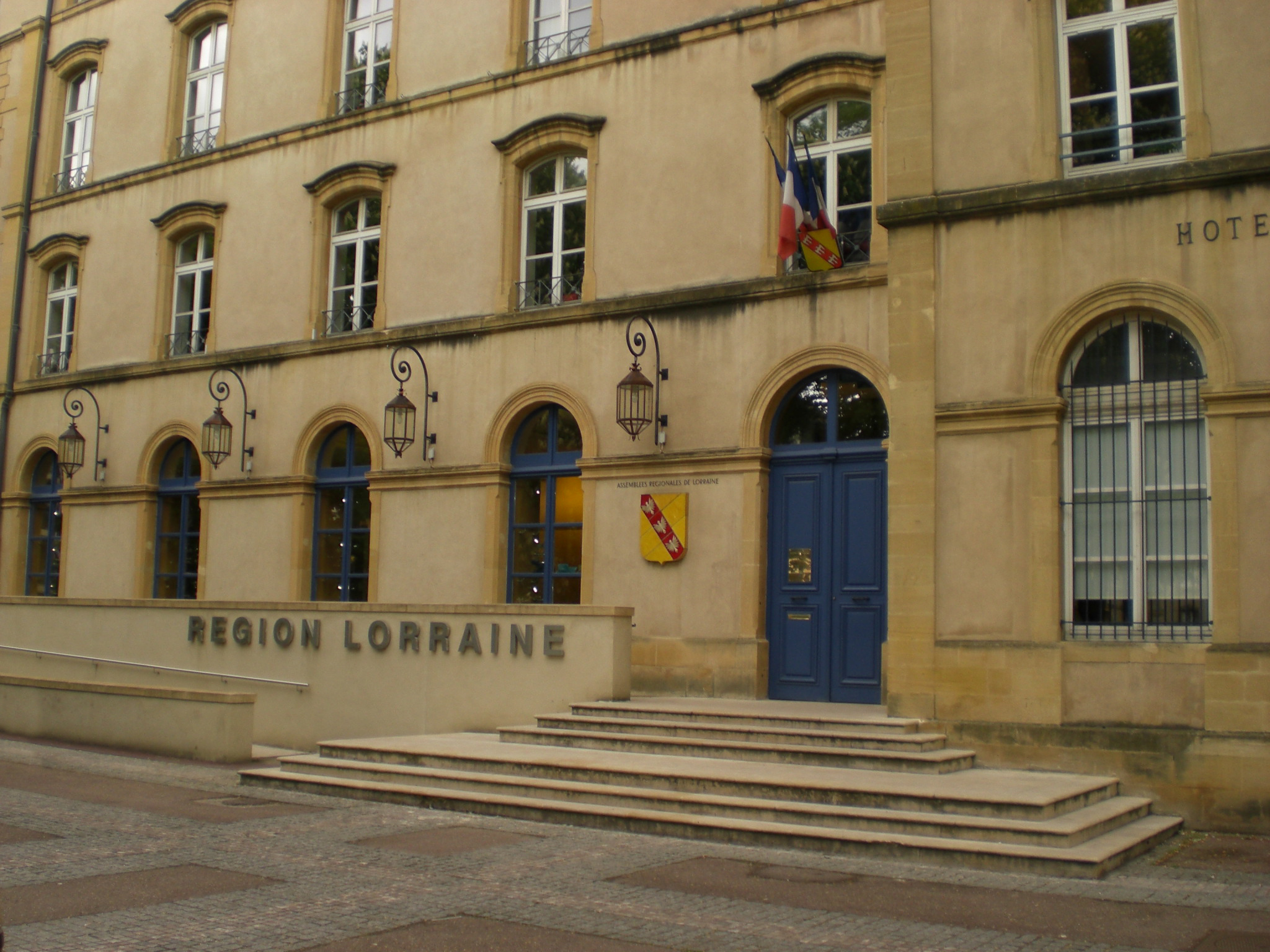
La "maison de la Région" a Metz.

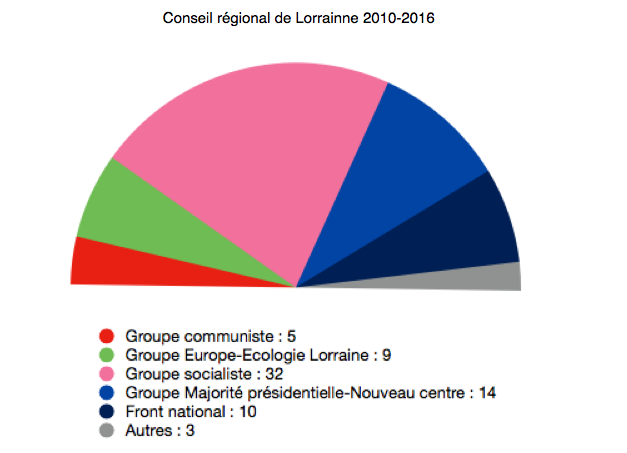
Composició del Consell regional de 2010

## Euroregió
La regió de la Lorena forma part de l'euroregió SaarLorLux juntament amb el Gran Ducat de Luxemburg, els länder alemanys de Sarre i Rin del Nord-Westfàlia, la regió de Valònia i la Comunitat Germanòfona de Bèlgica.

## Composició actual
| Nom del grup | Nom del grup         | Partits representats      | Electes | Estatut  |
| ------------ | -------------------- | ------------------------- | ------- | -------- |
|              | Socialista           | Partit Socialista         | 32      | Majoria  |
|              | Majoria presidencial | Unió pel Moviment Popular | 14      | Oposició |
|              | Front nacional       | Front Nacional            | 10      | Oposició |
|              | EÉ                   | Europa Ecologia           | 9       | Majoria  |
|              | Comunista            | Partit Comunista Francès  | 5       | Majoria  |
| Altres       | Altres               |                           | 3       | Oposició |

## Presidents del Consell Regional
| Data d'elecció                           | Identitat                     | Partit                               | Qualitat |
| ---------------------------------------- | ----------------------------- | ------------------------------------ | -------- |
| 1974-1976                                | Jean Vilmain                  |                                      |          |
| 1976-1978                                | Jean-Jacques Servan-Schreiber | PR                                   |          |
| 1978-1979                                | Pierre Messmer                | RPR                                  |          |
| 1979-1982                                | André Madoux                  | RPR                                  |          |
| 1982-1992                                | Jean-Marie Rausch             | Divers droite, després divers gauche |          |
| 1992-2004                                | Gérard Longuet                | RPR/UMP                              |          |
| 2004-                                    | Jean-Pierre Masseret          | PS                                   |          |
| les dades anteriors no són pas conegudes |                               |                                      |          |
|                                          |                               |                                      |          |